# لي لورش
لي ألكسندر لورش (بالإنجليزية: Lee Lorch)‏ (20 سبتمبر، 1915- 28 فبراير، 2014) رياضياتي، وناشط مُبكر في مجال حقوق الإنسان، وشيوعي. ساعدت قيادته لحملة إلغاء الفصل العنصري في بلدة ستوفيسانت، وهي مشروع سكني كبير في الجانب الشرقي من مانهاتن، في النهاية في جعل الفصل العنصري في السكن غير قانوني في جميع أنحاء البلاد، ولكنه أدى أيضًا إلى خسارة لورش لعمله. انتقل عندها مع عائلته إلى جنوب الولايات المتحدة حيث انخرط هناك مع زوجته، غريس لورش، في النضال من أجل الحقوق المدنية في حين كان يُعلّم في عدة كليات للسود يشجّع فيها الطلاب السود على متابعة دراساتهم في الرياضيات وتوجيه العديد من الرجال والنساء السود الأوائل للحصول على شهادات دكتوراه في الرياضيات في الولايات المتحدة، قبل انتقاله إلى كندا. أنهى حياته المهنية بروفيسورًا في كلية إيميريتوس بجامعة يورك في تورنتو، أونتاريو، كندا.

## الخلفية
وُلد في مدينة نيويورك لوالده أدولف لورش ووالدته فلورنس ماير لورش. تخرج من جامعة كورنيل في عام 1935 وحصل على شهادته الدكتوراه في الرياضيات من جامعة سينسيناتي عام 1914.
قام بأعمال رياضية لدعم جهود حربية في عمل الإعفاء من التجنيد، لكنه استقال منه في عام 1943، ليتطوع في جيش الولايات المتحدة. خدم في الهند وفي مسرح المحيط الهادئ في الحرب العالمية الثانية قبل أن يُسرّح في عام 1946. حصل لورش على منصب وظيفي في التعليم في كلية المدينة بجامعة نيويورك بعد الحرب لكنه طُرد بعد فترة قصيرة بسبب عمله في الحقوق المدنية ممثلًا للأمريكيين الأفارقة.

## بلدة ستايفيسانت
قال لورش لأحد الصحفيين في عام 2007: «لقد أصبحت مدركًا تمامًا للعنصرية خلال الحرب، ليس فقط لمعاداة السامية، إنما للطريقة التي يتعامل فيها الجيش الأمريكي مع الجنود السود. فيما يتعلق بنقل القوات عبر البحار، فقد كانت سَرية السود التي على متن السفينة هي التي يجب أن تنظفها دائمًا وتقوم بالأعمال القذرة، وكنت أشعر بعدم الارتباح حيال ذلك».
بعد توليه وظيفته في كلية سيتي، انتقل إلى بلدة ستايفيسانت، وهي استثمار يعود لشركة ميتروبوليتن لايف للتأمين، وبنُي بدعم مادي وقانوني من المحاربين القدامى لمدينة نيويورك. أصبح لورش بسبب غضبه من سياسة الاستثمار الخاصة «برفض الزنوج» نائب رئيس لجنة المستأجرين التي تشكلت للقضاء على التمييز العنصري. وقد حصل على دعم من ثلثي المستأجرين. فصلت كلية سيتي لورش على الرغم من تنازله عن امتيازات عمله، رافضةً تقديم أي تبريرات لذلك. حصل لورش على وظيفة جديدة في جامعة ولاية بنسلفانيا، لكنه عوضًا عن تسليم شقته فقد طلب من صديق أسود وعائلته أن ينتقلوا إلى مسكنه على أنهم «ضيوف»، وهي حركة خدعت السياسة الرافضة لقبول طلبات السكن من السود، لكنها أدت أيضًا إلى طرده من جامعة ولاية بنسلفانيا، مثلما ورد في صحيفة نيويورك تايمز بتاريخ 10 آبريل، 1950. أشار المقال الافتتاحي في صحيفة نيويورك تايمز إلى الطبيعة المريبة لفصله من كلية سيتي في السنة الفائتة، ودعت جامعة ولاية بنسلفانيا لإعادة النظر، لكن دون جدوى.
قال لورش: «من الصعب أن تتخيل وجود ذلك الآن، لكن لم يكن هناك تشريع للحقوق المدنية في ذلك الوقت. كان بالإمكان أن تُطرد من دون أي مبرر. لكن كيف كنت ستتمكن من القيام بأي عمل، بضمير مرتاح؟»

## الانتقال إلى الجنوب
حصل لورش بعد طرده من جامعة ولاية بنسلفانيا، على منصب تعليمي في جامعة فيسك، وهي جامعة للسود في تينيسي، في عام 1950.
في عام 1951، احتج عندما أقام اتحاد الرياضيات الأمريكي اجتماعًا للمنطقة في فندق «للبيض فقط» في ناشفيل، تينيسي، ولا يعترف بالأعضاء السود جزءً من هذا الاتحاد.